# Xã Lockwood, Quận Renville, Bắc Dakota
Xã Lockwood (tiếng Anh: Lockwood Township) là một xã thuộc quận Renville, tiểu bang Bắc Dakota, Hoa Kỳ. Năm 2010, dân số của xã này là 24 người.